# Bonobo
De bonobo (Pan paniscus) is een mensaap en daarmee een van de primaten. De bonobo staat samen met zijn naaste verwant de chimpansee (Pan troglodytes) van alle levende diersoorten het dichtst bij de mens. De bonobo stond vroeger ook bekend als dwergchimpansee.
De bonobo en de chimpansee zijn allebei evolutionaire aftakkingen van een gemeenschappelijke aapachtige voorouder van de mens. Ze zijn beide genetisch zelfs ook meer verwant met de mens dan met bijvoorbeeld de gorilla. Het is onbekend of de gezamenlijke voorouder meer bonoboachtig of meer chimpanseeachtig was. De bonobo is net als de mens en dolfijnen een organisme dat ook aan seks doet voor het plezier en niet alleen als primitieve paringsdrift die leidt tot voortplanting. 

## 'Dwergchimpansee'
Dat de bonobo een afzonderlijke soort vormt, werd pas in het begin van de twintigste eeuw vermoed. De Nederlandse etholoog Frits Portielje was het opgevallen dat de destijds bij het publiek van dierentuin Artis populaire 'chimpansee' Mafuka veel kleiner was dan de andere chimpansees van Artis. Hij vermoedde dat het dier tot een tot dan onbekende primatensoort behoorde, die hij 'dwergchimpansee' noemde. Dit vermoeden werd tien jaar later bevestigd, toen in Belgisch Congo de eerste kolonie van deze apen werd ontdekt. In 1929 werd de bonobo als afzonderlijke soort erkend. Hij werd toen beschreven door de Duitse anatoom Ernst Schwarz. Een meer uitgebreide beschrijving volgde in 1933 door de Amerikaan Harold Coolidge.

## Leefgebied
Bonobo's leven uitsluitend in de Congolese regenwouden, in een gebied ten zuiden van de Kongo in Congo-Kinshasa. Door hun beperkt leefgebied, de instabiele situatie in het land, legale en illegale houtkap en stroperij zijn ze de meest bedreigde mensapensoort.

## Gedrag
Zoals uitgelegd in het bekendste boek over bonobo's, van de Nederlandse bioloog Frans de Waal samen met de Nederlandse fotograaf Frans Lanting, verschillen bonobo's en chimpansees enorm in gedrag. Een duidelijk verschil is dat bonobo's minder geneigd zijn tot geweld dan chimpansees. Geweld onder bonobo's komt voor, maar het is veel minder gebruikelijk en vrijwel altijd ook minder serieus. Daarentegen is seks bij bonobo's een veelvoorkomend verschijnsel met een grote sociale functie.
Het heeft tot de jaren zeventig geduurd voor het gedrag van bonobo's in de natuur werd bestudeerd. Na de onafhankelijkheid van België was Congo politiek erg onrustig, wat het tot een weinig geliefd onderzoeksgebied maakte. Bovendien realiseerde men zich pas dat het gedrag van bonobo's en chimpansees sterk verschilde toen de eerste onderzoeksresultaten binnenkwamen. Sinds de 21e eeuw worden bonobo's op een aantal plaatsen in Congo langdurig geobserveerd.

### Gemeenschappen
Bonobo's leven in het woud. Ze zoeken in vaak dagelijks wisselende groepjes naar voedsel. Net als bij chimpansees bestaan er grotere 'gemeenschappen', waarbij groepjes altijd uit leden van een gemeenschap bestaan. De groepjes zijn groter dan bij chimpansees. Het is echter niet duidelijk of dit een reëel verschil tussen de soorten aangeeft of dat het ecologische achtergronden heeft. De gemeenschappen zijn bij beide soorten van vergelijkbare grootte, van 25 tot ruim 100 dieren. Mannetjes blijven hun gehele leven bij de gemeenschap; vrouwtjes trekken weg als ze de vruchtbare leeftijd bereiken. 's Nachts maken bonobo's hun nesten in groepen die wat groter zijn dan overdag.

### Matriarchaat

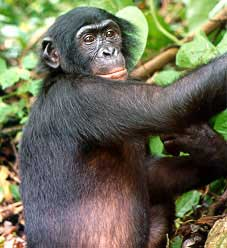
Jonge bonobo

De grootste bijzonderheid van de sociale structuur van bonobo's is dat de vrouwtjes meestal het hoogst in de rangorde staan. Oorzaak hiervoor is dat bij een strijd tussen een vrouwtje en een mannetje de andere vrouwtjes vaak te hulp schieten. Bij bonobo's is de rangorde van een mannetje dan ook vaak afhankelijk van de rangorde van zijn moeder, meer dan van het hebben van de juiste vrienden onder de andere mannetjes zoals bij chimpansees. De rangorde onder vrouwtjes is vaak onduidelijk en lijkt vooral afhankelijk van leeftijd.

### Seksualiteit
Seksualiteit is zeer gebruikelijk bij bonobo's en niet alleen voor voortplanting. Zo komt het bijvoorbeeld niet zelden voor dat twee vrouwtjes hun genitaliën tegen elkaar aanwrijven in een soort pseudocopulatie. Ook seksueel gedrag tussen mannetjes en met nog niet geslachtsrijpe jongen komt voor, evenals oraal-genitaal en manueel-genitaal contact en masturbatie. Een andere bijzonderheid is dat bonobo's vaak in de missionarishouding, en in diverse andere posities paren en daar ook anatomisch op zijn aangepast. In het verleden is men er wel van uitgegaan dat alleen bij mensen die houding voorkwam. De reden van dit uitgebreide seksuele gedrag is sociaal: seksueel gedrag wordt gebruikt om vrede te stichten, spanningen binnen de groep te verlagen (ruzies voorkomen en oplossen) en vriendschappen te smeden.

### Voortplanting
Bonobo's zijn geslachtsrijp na 13 tot 15 jaar. Ze hebben geen vaste paartijd en krijgen ongeveer om de vijf jaar (meestal) één jong. Bonobo's krijgen in hun leven 5 à 6 jongen. Bonobo's zijn polygaam: vrouwtjes kunnen met alle mannetjes, behalve haar zonen, uit de groep paren. Ze kijken elkaar bij het paren aan. De oestrus duurt zo'n 10 tot 20 dagen en wordt gekenmerkt door een gezwollen perineum.
De draagtijd bedraagt ongeveer 8 maanden. De eerste vijf jaar wordt een jong door de moeder gedragen en gezoogd. Vanaf het vierde levensjaar wordt het zogen afgebouwd. Bonobo's leren hun jongen ander voedsel tot zich te nemen door zelf het voorbeeld te geven, eerder dan de jongen voedsel toe te stoppen. Na zeven jaar komt de jonge bonobo in de adolescentie. Mannetjes blijven in hun geboortegroep, vrouwtjes verlaten de groep in de late periode van hun adolescentie.

### Levensverwachting
Over de levensverwachting van bonobo's is geen zekerheid, maar vermoedelijk kunnen ze in het wild ouder worden dan 40. In gevangenschap kunnen ze zeker 60 jaar worden.

### Voedsel
Het belangrijkste voedsel van bonobo's bestaat uit fruit. Daarnaast eten ze ook een bepaalde soort van bodemplanten, bij onderzoekers bekend als THV (terrestrial herbaceous vegetation). Voorts eten ze ook ander plantaardig voedsel, zoals noten, bladeren en bloemen. Ook paddenstoelen staan af en toe op hun menu. Dierlijk voedsel wordt eveneens gegeten, maar niet in grote hoeveelheden, ongeveer 1% van het totaal. In 2008 werd (eenmalig) vastgesteld dat wilde bonobo's een net overleden jong opaten, een vorm van kannibalisme. Verder is het al langer bekend dat de bonobo, net als de chimpansee, op jacht gaat. Kleine antilopen (duikers) en andere apen zijn prooidieren waarmee hij zijn voeding met eiwit aanvult.

### Intelligentie
Bonobo's zijn in vergelijking met de meeste dieren zeer intelligent, net als de andere mensapen. Bij andere dieren, zoals walvissen, dolfijnen en olifanten is het moeilijker om de intelligentie vast te stellen. In gevangenschap hebben bonobo's grote vermogens tot het gebruik van werktuigen en het leren van taal. Opvallend is dat er in vergelijking met chimpansees weinig voorbeelden zijn van gebruik van werktuigen in de vrije natuur - mogelijk bij gebrek aan langdurig onderzoek. Ook geven bonobo's blijk van empathisch vermogen.

### Hoofdschudden
Volgens onderzoek uit 2010 kunnen bonobo's door met het hoofd horizontaal te schudden duidelijk maken dat ze het gedrag van een soortgenoot afkeuren. Mogelijk is dit schuddend gedrag gelinkt aan het schudden om nee te zeggen bij mensen, dat op veel plaatsen op aarde gemeengoed is - een norm waar echter in sommige culturen van afgeweken wordt.

## Feiten
- Lengte: 70–83 cm
- Staart: geen
- Gewicht: tot 39 kg

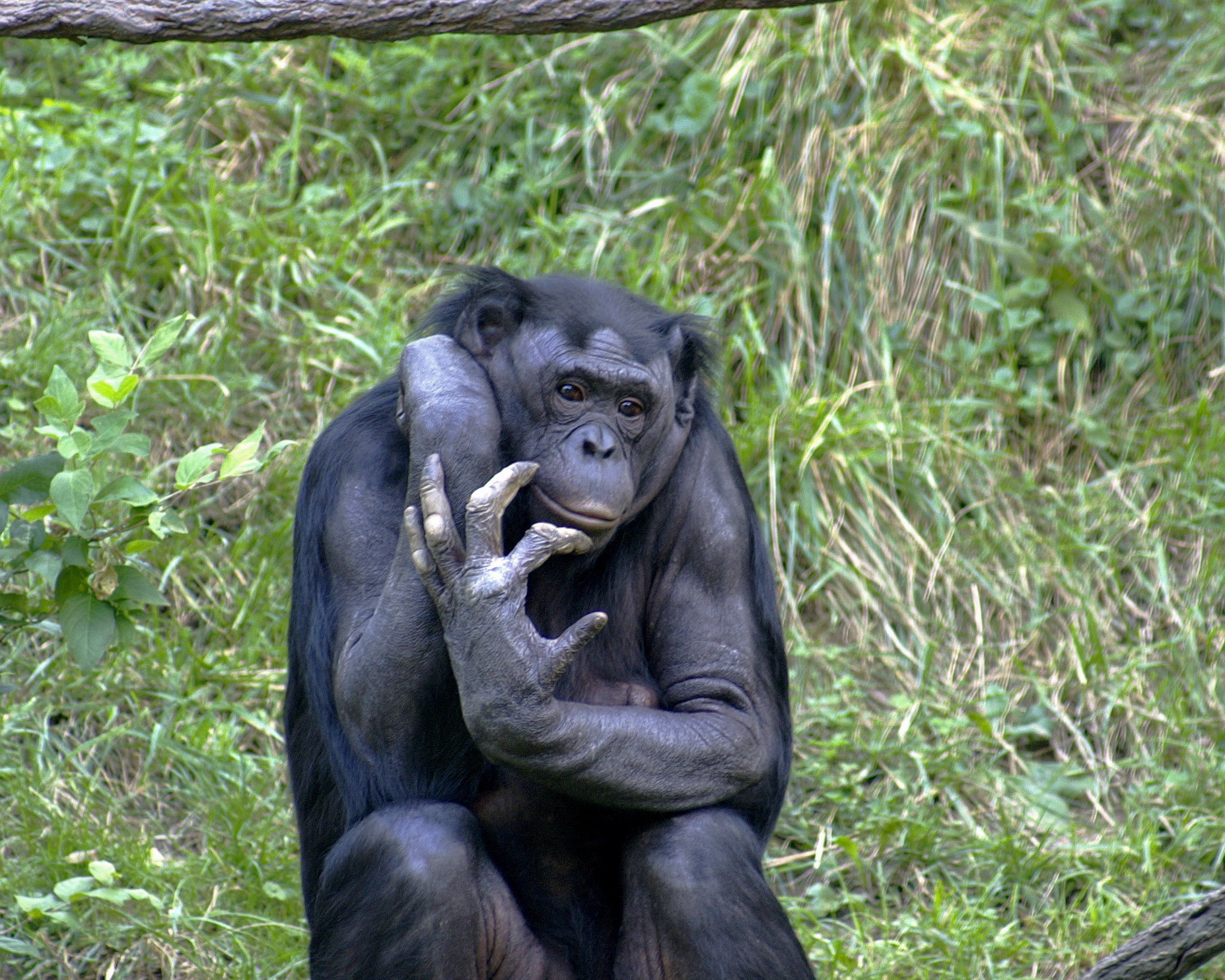
Volwassen bonobo

- Voedsel: vruchten, zaden, bladen, bloemen, paddenstoelen, eieren, kleine dieren
- Draagtijd: 8 maanden
- Zoogtijd: circa 4 jaar[4]
- Leefwijze: in groepen (gewoonlijk tussen 30 en 80 individuen)[4]
- Verspreiding: Centraal-Afrika
- Habitat: tropische bossen